# Железнодорожная поликлиника на станции Лосиноостровская
Узловая железнодорожная поликлиника на станции Лосиноостровская Ярославского направления Московской железной дороги — двухэтажное кирпичное здание вспомогательного назначения, памятник промышленной архитектуры Москвы начала XX века. Находится в Лосиноостровском районе на северо-востоке Москвы по адресу — Анадырский проезд, дом 10, корпус 2.

## Строительство
В связи с расширением станции Лосиноостровская и превращением её в крупный сортировочный узел в 1912 году вблизи неё был построен дом для отдыха бригад кондукторского резерва в промежутках между поездками. Одновременно рядом была построена баня (не сохранилась).
О внутреннем устройстве дома кондукторского резерва можно судить по сохранившемуся в архивах плану аналогичного двухэтажного здания, построенного в начале XX века в Петербурге по проекту архитектора Г. В. Войневича:

На первом этаже, согласно плану, находились столовая и кухня при ней, спальня на 10 человек, комната «для хранения тулупов и фонарей», контора заведующего кондукторскими бригадами.

На втором этаже располагались ещё две спальни, каждая на 26 человек; библиотека, бельевая, квартира заведующего кондукторскими бригадами. На обоих этажах были умывальные и курительные комнаты, квартиры сторожей.

## Архитектурные особенности
Прямоугольное в плане двухэтажное кирпичное здание в стиле модерн с полукруглыми аттиками расположено параллельно путям проходящей рядом железной дороги.
В наружной отделке здания применены многочисленные декоративные кирпичные элементы — лопатки с шахматным орнаментом под карнизами, разнообразные по форме филенки, плоские полуколонны с ордерными навершиями, лучковые перемычки оконных проёмов.
Первоначальный краснокирпичный цвет был скрыт позднее жёлтой краской.
- Фрагменты декоративного оформления здания

В числе требований к сохранению, содержанию и использованию выявленного объекта культурного наследия «Комплекс зданий и сооружений станции Лосиноостровская Московско-Ярославско-Архангельской железной дороги», относящихся к внешнему виду железнодорожной поликлиники, в приложении к приказу выделены признаки
«композиционного решения и архитектурно-художественное оформление фасадов здания 1912 года, включая местоположение, размер, форму, декоративное оформление оконных и дверных проемов, лопатки с кирпичной кладкой в виде шахматного орнамента в верхней части, филенки, прямоугольные ниши, в том числе со ступенчатым заглублением, полуколонки с прямоугольным профилированным навершием, полукруглые аттики, лучковые клинчатые перемычки, в том числе с замковым камнем, венчающий профилированный карниз»

## История лечебного учреждения
Посёлок у платформы «10-й версты», переименованной позднее в «Лосиноостровскую», начал застраиваться с 1898 года. Уже в 1910 году
там начали строить здание аптеки с «помещением под амбулаторный приём». В 1915 году уездный комитет Всероссийского земского союза открыл на одной из дач «врачебный пункт для лечения населения, как амбулаторным путём, так и, в случае надобности, коечным».
В 1918 году по предложению бывшего военного врача М. К. Громова в санитаром вагоне на запасном пути станции была организована «поликлиника для железнодорожных рабочих».
В 1931 году поликлинике выделили три комнаты на первом этаже дома кондукторского резерва. В связи с сокращением штата кондукторов лечебное учреждение постепенно заняло всё здание. В 1934 году решением Народного комиссариата путей сообщения (НКПС) оно было реорганизовано в узловую железнодорожную поликлинику.

## Транспорт
- Станция Лосиноостровская Ярославского направления МЖД.
- От ближайшей станции метро «Бабушкинская» автобусами 124, 174, 238 или пешком 1,8 км.

## Комментарии
1. ↑  Кондукторские бригады формировались для сопровождения пассажирских и товарных поездов. Количество кондукторов в бригаде зависело от типа состава и доходило до 10-15 человек в товарном поезде.
2. ↑   М. К. Громов — отец известного советского лётчика М. М. Громова — с 1913 года жил неподалёку от Лосиноостровской в военном городке Мыза Раево и после революции занимался врачебной практикой — // Громов М. М. На земле и в небе — М.: Гласность-АС, 2005. — 544 с. ISBN 5-85868-004-6.